# برنت ستروم
برنت ستروم (بالسويدية: Bernt Ström)‏ هو ممثل سويدي، ولد في 6 مارس 1940 في Säter ‏ في السويد، وتوفي في 31 أغسطس 2009 في لوليو في السويد.

## وصلات خارجية
- برنت ستروم على موقع IMDb (الإنجليزية)
- برنت ستروم على موقع قاعدة بيانات الأفلام السويدية (السويدية)
- برنت ستروم على موقع قاعدة بيانات الفيلم (الإنجليزية)